# SC Graudenz
Sport Club Graudenz (SCG) – niemiecki klub sportowy działający w Grudziądzu od 1906 roku. Rozwiązany w 1944 roku.

## Historia
Klub został założony w 1906 r. pod nazwą Sport Club Graudenz. Był to pierwszy klub piłkarski w prusach zachodnich. W sezonie 1909/10 przegrał w półfinale o mistrzostwo niemieckiego związku Baltischer Rasen- und Wintersport-Verband (BRWV) z BuEV Danzig 1:2. W sezonie 1912/13 SCG ponownie uległ w półfinale BuEV Danzig, tym razem 1:5. W latach 1923–1930 klub grał w klasie B Pomorskiego Związku Okręgowego Piłki Nożnej (PZOPN), pod polskojęzyczną nazwą KS Grudziądz. W trakcie sezonu 1930 klub został zawieszony, powrócił jednak w kolejnym sezonie pod niemieckojęzyczną nazwą SCG Grudziądz. W sezonie 1936 spadł do klasy C. W sezonach 1941/1942-1944/45 SC Graudenz grał w  niemieckiej klasie okręgowej III (Bydgoszcz). W 1943 roku uległ w barażach do Gauligi Gdańsk-Prusy Zachodnie. Sytuacja na froncie wschodnim uniemożliwiła klubowi wzięcie udziału w kolejnych rozgrywkach i SC Graudenz został rozwiązany zimą 1944 r.